# Teddy-Hermann
Teddy-Hermann GmbH ist ein internationaler Plüschtierhersteller und einer der ältesten Hersteller von Teddybären in Deutschland. Der Firmensitz liegt in Hirschaid.

## Produkte
Teddy-Hermanns Hauptprodukte sind Plüschtiere, vor allem Teddybären. Es gibt drei Produktlinien:
- Hermann Teddy Original,
- Hermann Teddy Miniaturen und
- Hermann Teddy Collection.

Hermann Teddy Original ist hauptsächlich für Sammler und umfasst Teddybären-Repliken, klassische Teddybären, Künstlerbären, Designerbären und Teddys aus Mohair. Alle Hermann Teddy Original Plüschtiere werden in Hirschaid produziert. Die Miniaturen-Linie umfasst Teddybären, die vier bis sechs Zentimeter groß sind. Teddybären und Plüschtiere der Collection-Linie werden für Kinder und Erwachsene hergestellt.

## Geschichte
Nachdem er mehrere Jahre im Familienbetrieb seines Vaters Johann Hermann gearbeitet hatte, der Kindergeigen und Spielzeuge produzierte, gründete Bernhard Hermann 1912 sein eigenes Unternehmen in Sonneberg mit dem Markenzeichen BEHA Quality Germany.
Während des Ersten Weltkriegs wurde Hermann in die Armee eingezogen, und seine Frau Ida Hermann leitete in dieser Zeit das Unternehmen. Wegen Materialknappheit nach dem Krieg verschwanden viele Sonneberger Spielwarenfabriken, doch Hermanns Fabrikation überstand auch die Hyperinflation und die Wirtschaftsflaute. In den 1920er Jahren unterhielt Hermann gute Geschäftsbeziehungen mit internationalen Warenhäusern wie FAO Schwarz, Knickerbocker, Woolworth und Galeries Lafayette. Diese Jahre des Exports gelten als die „goldenen Jahre“ der Firma sowie für die ganze Sonneberger Spielwarenindustrie.
Während der Weltwirtschaftskrise rettete Hermann seine Firma, indem er gute Geschäftsbeziehungen mit Spielwarenhändlern in der Schweiz entwickelte, wo die Wirtschaft weiter florierte. In den 1930er Jahren benützte die Firma BEHA den so genannten „Sonneberger Schnitt“. Die Teddybären bekamen größere Augen, die enger zusammengestellt wurden, und erhielten dadurch ein kindlicheres Aussehen.

### Nachkriegszeit
1947 gründete Bernhard Hermann wegen der drohenden Enteignung durch die kommunistische Regierung einen Zweigvertrieb in Hirschaid. 1953 zog die Familie Hermann nach Hirschaid um und das Unternehmen wurde als „Teddy Plüschspielwarenfabrik Gebr. Hermann KG“ eingetragen. Vom Umzug nach Hirschaid bis zum Ende der 1950er Jahre wuchs Teddy-Hermann. Sie stellte in diesem Zeitraum bis zu 500.000 Teddybären pro Jahr sowie andere Plüschtier-Serien wie Eichhörnchen, Hunde, Hasen, Pandas, Pinguine und Pferde her. Nach dem Tode Bernhard Hermanns 1959 leiteten seine Söhne Hellmut, Arthur und Werner das wachsende Unternehmen. Sie stellten neue Serien bis zum Ende der 1960er Jahre vor. In den 1950er und 1960er Jahren war der Binnenmarkt wichtiger als der Auslandsmarkt.
In den 1980er und 1990er Jahren übernahmen Margit Drolshagen, Marion Mehling und Traudel Mischner, die Töchter von Artur und Werner Hermann, die Firma und entwickelten die drei gegenwärtigen Produktlinien. Um den US-amerikanischen Sammlermarkt zu bedienen, rief Teddy-Hermann einen Gebrüder-Hermann-Fan-Club ins Leben. In den 1990er Jahren war dieser Sammlermarkt bedeutsam und es gab in den USA mehr als 250 Händler von Teddy-Hermann-Produkten. 1991 wurde die Firma aufgespalten in die “Gebr. Hermann GmbH & Co. KG” und die „Teddy-Hermann GmbH“. Mitte der 1990er Jahre stellte Teddy-Hermann die Produktlinien Hermann Teddy Miniaturen und Hermann Teddy Collection vor. Im Jahr 2000 gründete das Unternehmen den Teddy-Hermann Sammlerclub.